# Vương quốc Galicia và Lodomeria
Vương quốc Galicia và Lodomeria, còn được gọi là Galicia thuộc Áo hoặc Ba Lan thuộc Áo, đã trở thành một lãnh thổ hoàng gia (crownland) của Quân chủ Habsburg, kết quả của sự kiện phân chia Ba Lan thứ nhất vào năm 1772.
Từ năm 1804 đến năm 1918 đó là một lãnh thổ hoàng gia của Đế quốc Áo. Sau cải cách năm 1867, vương quốc trở thành một lãnh thổ sắc tộc Ba Lan tự trị thuộc Hoàng gia Áo. Đất nước này gồm toàn bộ phần phía đông nam của Liên bang Ba Lan và Lietuva. Trong số nhiều danh hiệu về nghi lễ của hoàng tử Hungary có danh hiệu được nêu là "vua của Galicia và Lodomeria".
Tên "Galicia" là dạng Latinh hóa của Halych, một công quốc của thời trung cổ Rus'. "Lodomeria" là tên đã được dùng trong lịch sử để chỉ các bộ phận của Đông - Trung Âu, nhưng theo thời gian nó đã chuyển nghĩa. Từ này là dạng Latinh hóa của từ Ba Lan là Wladimeria, rất có thể là có gốc từ tiếng Đông Slav cổ, có nghĩa là "vùng đất của Vladimir". Điều này đề cập trực tiếp đến người cai trị của Kievan Rus là Vladimir Đại đế, do đó có nghĩa là vùng đất bị chinh phục bởi ông ta, hoặc đề cập đến các thành phố do ông thành lập và đặt tên theo mình mình hồi năm 987 là Wlodimer (theo tiếng Ba Lan) hoặc Volodymyr (theo tiếng Đông Slav).
Lãnh thổ lịch sử này ở Đông Âu hiện được chia giữa Ba Lan và Ukraine. Hạt nhân của Galicia lịch sử bao gồm các khu vực Lviv, Ternopil, và Ivano-Frankivsk hiện tại ở tây Ukraine.

## Kinh tế

### Công nghiệp
Năm 1880, ngành công nghiệp tại Galicia ở mức độ thấp. Năm 1857 Galicia có 102.189 người hay 2,2% dân số làm công nghiệp. Tới năm 1879 con số này tăng lên đến 179.626 hay 3,3% dân số.

### Công nghiệp dầu khí
Galicia là nguồn khai thác dầu nội địa chính duy nhất của Liên minh Trung tâm trong chiến tranh thế giới thứ nhất.

## Quốc kỳ
Cho tới năm 1849 Galicia và Lodomeria tạo thành một tỉnh cùng với Bukovina và sử dụng cờ xanh-đỏ (gồm hai gạch ngang: cái ở trên màu xanh, cái ở dưới màu đỏ).
Năm 1849 khi Bukovina được độc lập từ Galicia-Lodomeria, nó giữ lại cờ xanh-đỏ, trong khi Galicia được sử dụng một cờ mới bao gồm ba gạch ngang: xanh, đỏ vàng.
Cờ này được sử dụng cho đến năm 1890, khi Galicia-Lodomeria được nhận một cờ mới bao gồm hai gạch ngang: đỏ và trắng. Cờ này được sử dụng cho đến khi vương quốc Galicia và Lodomeria giải thể năm 1918.

Cờ của Galicia, 1772-1800; 1849-1890
Cờ của Galicia, 1800-1849